# Vladimir Struzhanov
Vladimir Struzhanov (Sochi, Unión Soviética, 2 de agosto de 1932-19 de abril de 2014) fue un nadador soviético especializado en pruebas de estilo libre, donde consiguió ser medallista de bronce olímpico en 1956 en los 4x200 metros.

## Carrera deportiva
En los Juegos Olímpicos de Melbourne 1956 ganó la medalla de bronce en los relevos de 4x200 metros estilo libre, con un tiempo 8:34.7 segundos, tras Australia (oro) y Estados Unidos (plata); sus compañeros de equipo fueron los nadadores: Vitali Sorokin, Guennadi Nikoláyev y Boris Nikitin.